# Субботин, Захар Михайлович
Заха́р Миха́йлович Суббо́тин (род. 3 декабря 1981) — судомоделист, переводчик, предприниматель

## Биография
Кандидат технических наук по специальности Эксплуатация водного транспорта, судовождение (05.22.19) дата защиты 26 декабря 2012 г.
Экономика и управление на предприятии — Морской Государственный Университет им. адм. Г. И. Невельского,
Переводчик английского языка в сфере профессиональных коммуникаций — Морской Государственный Университет им. адм. Г. И. Невельского,
Дед — Владислав Анатольевич Субботин, десятикратный чемпион мира, рекордсмен мира, неоднократный чемпион Европы по судомоделизму.

## Спортивная карьера
Достижения в судомодельном спорте:
- Мастер спорта России Международного класса,
- 3-х кратный рекордсмен Мира,
- Многократный чемпион Мира,
- Многократный чемпион Европы,
- Многократный чемпион России.